# Riserva naturale Le Torraie
La riserva naturale Le Torraie si trova sulle pendici del monte Lesima, sul territorio del comune di Brallo di Pregola a cavallo tra la val Trebbia e la valle Staffora. Si estende da circa 500 metri lungo il corso del torrente Avagnone, affluente del Trebbia fino ai 1724 metri del crinale del monte Lesima.
Il 9 gennaio 2019 l'area della Riserva naturale è stata ufficialmente confermata Sito di interesse comunitario (SIC) ai sensi della Direttiva 92/43 CEE (Habitat). 

## Flora
La riserva comprende centinaia di ettari di boschi di faggio, posti alle quote più elevate e carpino nero alle quote in più basse. Lungo il crinale sono presenti estese praterie meso-xerofile ricche di specie, tra cui molte varietà di orchidee e  una rarità: la presenza più settentrionale della penisola italiana di Astragalus sirinicus.

## Fauna
Vi si trovano: il gambero di fiume, rapaci diurni tra i quali l’aquila reale e il biancone, tra i mammiferi, il cervo e il lupo. Grazie alle oltre 80 specie di farfalle, l’area del monte Lesima è una tra le più ricche di lepidotteri in Europa.